# Agarista timorensis
Agarista timorensis là một loài bướm đêm trong họ Noctuidae.